# 新阿科尔杜
新阿科尔杜是巴西托坎廷斯州的一个市镇。总面积2671.882平方公里，总人口4063人，人口密度1.5人/平方公里。